# Кореневий каталог
Корене́вий катало́г (англ. root directory) — каталог файлів, що знаходиться на вершині ієрархії всіх інших каталогів. Процес пошуку місця зберігання будь-якого іншого файла або каталога починається з кореневого каталога. В кореневому каталозі знаходимо місце зберігання вкладеного каталога першого рівня, потім читаємо каталог першого рівня і знаходимо місце зберігання каталога другого рівня і т. д.
У файлових системах, які засновані на концепції inode, кореневий каталог має фіксований номер i-вузла (наприклад, система EXT2/3). В інших файлових системах під кореневий каталог відведене фіксоване місце, що може спричинити обмеження на кількість вкладених каталогів та файлів саме у кореневому каталозі, в той час як інші каталоги не мають цього обмеження (наприклад, система FAT).